# 週末ダイナマイト
「週末ダイナマイト」（しゅうまつダイナマイト）は、1982年11月21日に発売されたシャネルズ（後のラッツ&スター）の9枚目のシングル。

## 解説
- シャネルズ名義最後のシングル。
- 両曲ともアルバム『ダンス!ダンス!ダンス!』に収録されている。

## 収録曲
両曲　作詞：田代マサシ　作曲：鈴木雅之　編曲：シャネルズ・村松邦男
1. 週末ダイナマイト
2. 涙でハッピー・バースデー